# 闽南护法区
闽南护法区（1918年9月1日—1920年8月12日），初称福建护法区，是以陈炯明为总司令的援闽粤军在以漳州为中心的闽南、闽西26县建立的割据政权。该政权实行了一些具有无政府主义色彩的政策。

## 概述

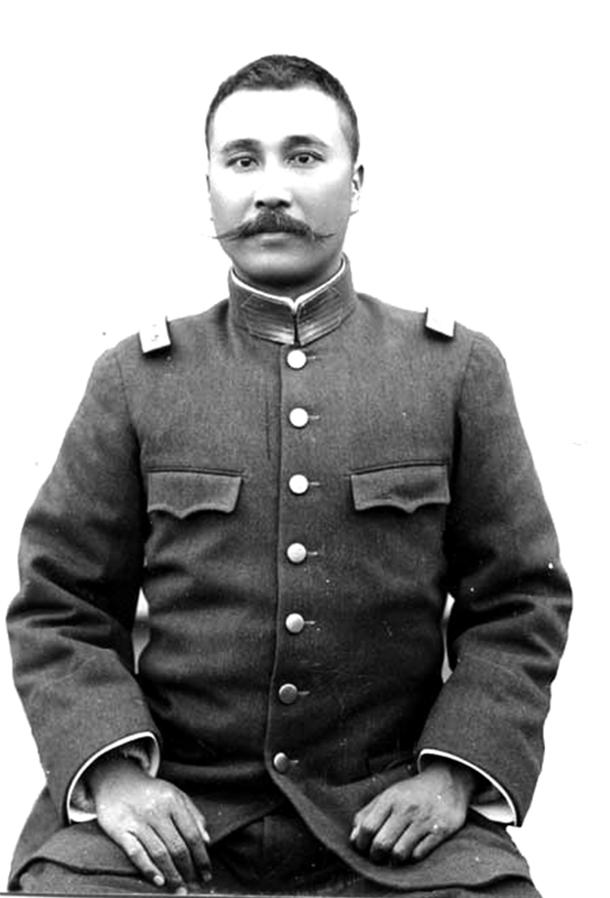
闽南护法区的最高领导人陈炯明

1917年12月，孙中山领导的广东护法军政府组建援闽粤军，总司令为陈炯明。1918年4月起，陈炯明兵分三路向福建进攻。经百余战，援闽粤军于9月1日攻占漳州，建立援闽粤军总司令部，形成福建护法区（后称闽南护法区），基本控制原汀州府、漳州府各属县以及安溪、德化、大田等县，共26县。11月30日，护法军政府政务会议任命陈炯明为福建省省长；12月12日，又让陈炯明兼任“会办福建军务”。12月6日，闽粤双方达成停战协议。援闽粤军在护法区进行为期两年的建设，取得显著成就。共产国际机关刊物《共产国际》称“漳州是中国南部革命的中心”。1920年8月12日，根据闽粤双方约定，援闽粤军回师广东，闽南护法区遂撤销。

## 政治体制
1918年9月，陈炯明在闽南护法区内沿用汀漳道旧制，管辖26个县；任命洪兆麟为汀漳镇守使，下设政务处、警务处、高等法院、财政局、工务局和教育局等。
闽南护法区政权稳固后，陈炯明着手建立地方各级权力机构。在地方官员配置上，任命制、聘任制、荐举制并行，将政府权力下放到地方士绅和开明人士手中。援闽粤军总司令部只负责地方县长任命。道尹熊略、镇守使洪兆麟、政务处处长徐桴、警务处处长丘哲、龙溪知县張友仁、海澄知县尹骥、东山知事陈策、漳平知事熊子勋、宁洋知事黄凯，都是直接从军官中择用加予委派履职的。财政局局长钟秀南和高等法院院长郑丰稔以及一些县知事，都是通过任命当上职官的。工务局局长周醒南、教育局局长梁冰弦、《闽星》社主编陈秋霖，则是从广东择贤邀聘而来的。清流知事区戊圻、建宁知事吴海清、将乐知事朱泰谟，可以说是由当地贤达士绅荐举的拥护约法又众望所瞩的开明人士充任的。

## 行政区划

Chen Jiongming

援闽粤军进入福建后，与福建各地的民军不断发生冲突，在莆田、仙游、永春、南安、晋江、同安、惠安等县冲突尤为激烈，因此闽南护法区的实际控制范围也一直处于变动中。闽南护法区能够稳定控制的县有26个，包括：龙溪县、海澄县（原海澄县以江东桥为界分一半给北军）、诏安县、云霄县、平和县、漳浦县、南靖县、长泰县、永定县、漳平县、宁洋县、龙岩县、上杭县、武平县、长汀县、连城县、宁化县、建宁县、泰宁县、将乐县、归化县、清流县、大田县、沙县、德化县、安溪县。

## 漳州新政

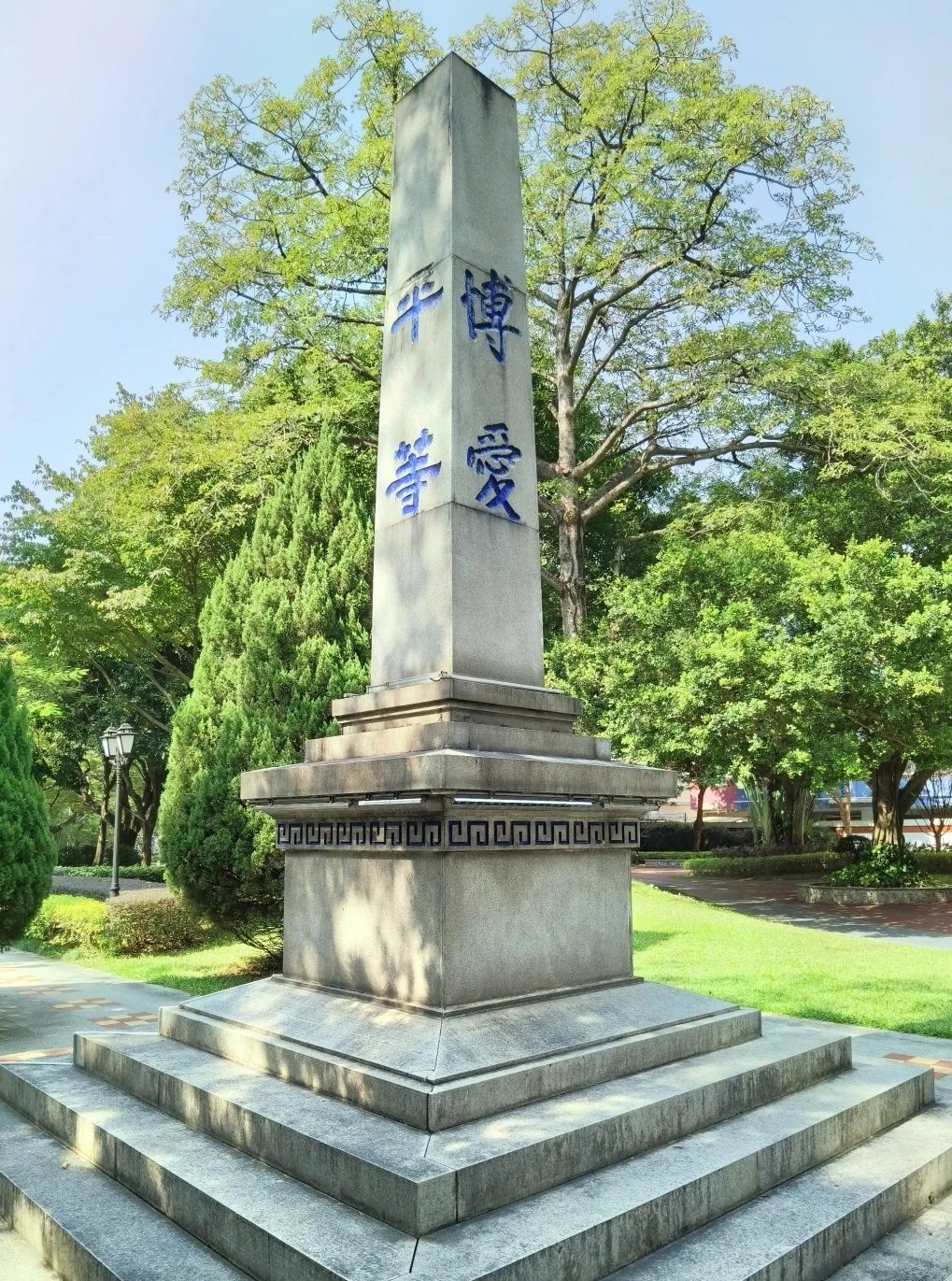
闽南护法区纪念碑，又称博爱碑，四面分别篆刻着“博爱、自由、平等、互助”，位于漳州中山公园。

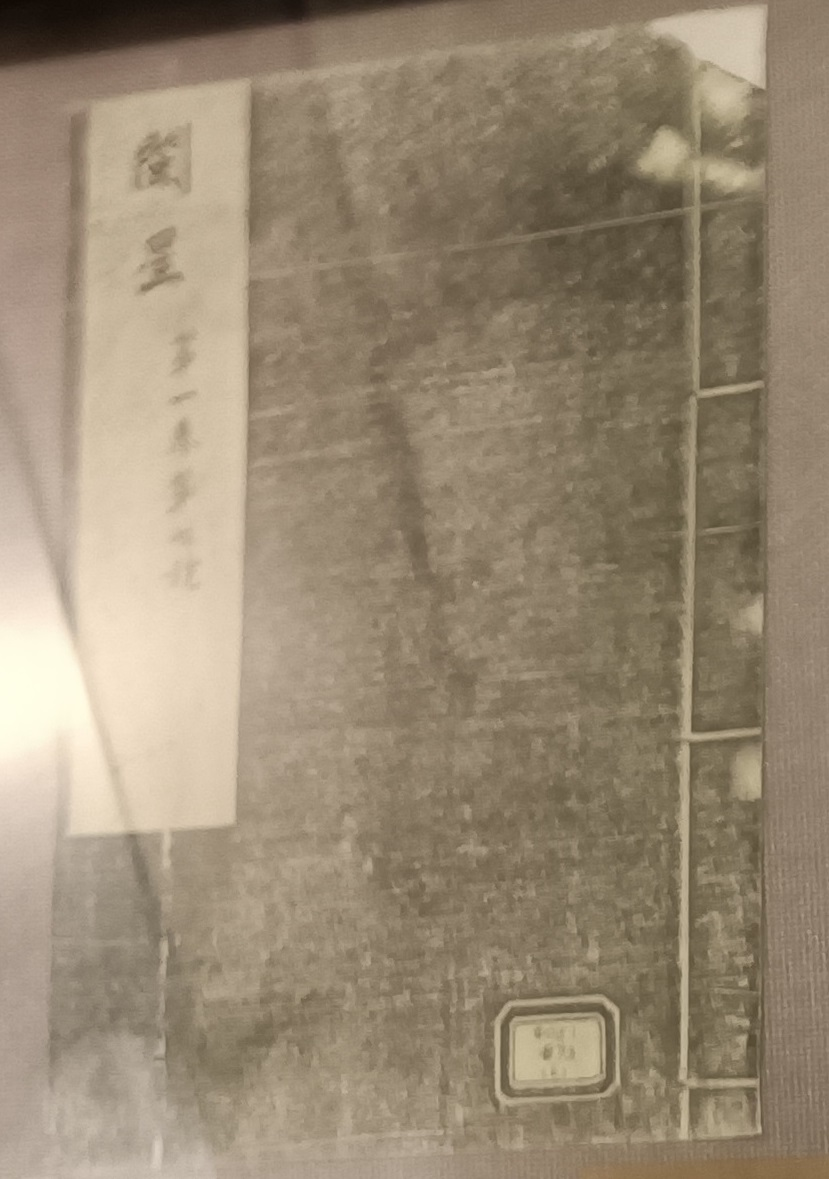
《闽星》半周刊封面

在信仰无政府主义的陈炯明主持下，漳州建设第一座钢筋水泥桥梁、第一条四车道石板马路、第一个现代公园（漳州第一公园，今漳州中山公园）、第一片城乡公路网、第一家银行，还建设贫民工艺厂、迎宾大旅馆，成立妓女户特区，拆除城墙改成道路，引进先进的农业生产设备。在漳州第一公园的门口，竖着高大的石碑，四面分别篆刻着“博爱、自由、平等、互助”。
陈炯明大力延揽全国人才，包括一批“自由社会主义者”（中国无政府主义者刘师复的信徒），帮他一起办教育，并筹办大学。1919年夏，陈炯明从广州专门聘请梁冰弦任教育局长。此外，在各县设立劝学所和教育行政专员，改革旧教材。陈炯明在农村设立现代学堂，做到“一乡一校”。禁绝私塾，设立师范学校、普通中学、工读学校、平民夜校、妇女家政讲习所。1920年，又增办女子师范讲习所、女子工读学校，当年就设立半夜学校90余所。闽南护法区还派遣了数百名去法国勤工俭学的留学生，包括后来的中国托派领袖郑超麟。
报纸杂志也纷纷涌现，《闽星》半周刊和《闽星日刊》出现，《闽南新报》《闽锋周刊》《军事日报》《云中周刊》也先后创办。陈炯明在《闽星》发刊词里写道，“思想一变就会打破旧生活、旧组织，直向进化线上，一起大努力，创造新生活、新组织，达到无国界、无种界、无人我界的境地……”，并明确提出“全人类社会主义”。《闽星》半周刊和《闽星日刊》的编辑人员大多是无政府主义者，这两份报刊大力宣传无政府主义思想，特别是克鲁泡特金的“互助论”，也宣传俄国十月革命，介绍马克思主义学说。
为推进社会教育工作，建立了闽南社会教育社。该社演出过易卜生的《娜拉》和一些自编的剧目；陈炯明拨款500元补助，并撰写募捐启事。为提倡体育活动，1919年秋在漳州南校场举行闽南护法区运动大会，参加者有辖区17县选手。
为破除迷信，拆除漳州府城隍庙，毁坏玄妙观的神像，但原拟拆除的新桥头大庙，却因庙方向护法区当局缴纳财物而作罢。在革除陋习上，提倡男人剪短发、不留辫，穿短衣、不穿长衫，女人不缠小脚。当闽南护法区运动大会举行时，在进口处贴上禁令：“穿长衫或留辫子者，不得入场”。
1920年，美国驻厦门领事发给美国政府的一份报告中，称“陈氏……施行各种市政改革，他用的手段，近乎革命；但成效极佳，结果人民都感满意。这令中国人看到，事可办成，不必需要过度辛劳和重税。”他还特别提到了漳州宽广的道路，良好的治安，公园、公共菜市场、屠宰场、河堤以及漳厦公路。
在陈炯明的努力之下，闽南26县被时人誉为“模范小中国”、“闽南的苏俄”。陈炯明也声名远播，成为当时中国的政治明星。
但是，闽南护法区也存在众多乱象。粤军入闽的主要目的在整训军队，因而扩充兵员和补足装备为其首要工作，为此筹饷遂成为当时急务。陈炯明在局势初步稳定后，就建立筹饷局，以周醒南为局长（后改财政局，以钟秀南任局长），会同龙溪县商会会长孙次典，向富户派款，又创设田亩捐（又名义捐，即种鸦片捐）、济饷特别捐（即赌捐）、米捐、糖捐、肥料捐、红料捐（即砖瓦等征捐）、“猪儿捐”等名目繁多的捐税。1919年夏（农历五月），在漳州农民对苛征钱粮不满的背景下，神棍、符仔会首领蔡振声以“驱逐陈炯明回粤”为号召，率会徒百余人入漳州城，袭击总司令部，军警架起机关枪防卫，并开枪射击，死者二、三十人，而蔡及其会徒自原路逃走。洪兆麟任漳码镇守使时，驻防石码，与当地豪强蓝汝汉（俗称“蓝仔番薯”）勾结，由蓝汝汉包揽一切捐税，剥削人民，洪兆麟则大饱私囊，深为人民所痛恨。陈炯明部军纪废弛，官兵随意敲诈勒索，甚至常有士兵携仅装有白水的瓶子，在路上故意与行人相碰而将瓶摔破，拉住被碰者妄称瓶里装的是什么贵重补品，强索折价赔偿的事件发生于街头，因而漳州民间有这样的俗谚：“南无头北无尾，所抢百姓的家伙”（意思是说：南军任意敲诈勒索，好像没有官长，而北军常打败仗，溃退时肆意抢劫，但他们抢夺的都是老百姓的财物）。当全国轰轰烈烈开展反对日本帝国主义的运动时，漳州各校学生组织学生联合会，配合社会青年游行示威，宣传反帝，抵制日货，先后驱逐了日隆商店的日本商人、日本布教堂的教士谷了悟，并在石码搜获豪强蓝汝汉屯积的日货月琴牌火柴，充公拍卖，但当他们在公园演讲时，便因发表反帝反封建的过激言辞，被陈炯明的弟弟陈炯光驱散。
无政府主义者在闽南护法区的活动也遭到多方阻挠破坏。张民权等极力宣传无政府主义，作过多次演讲。张民权在漳州城内的陆安中区演说时，由陈家瑞作漳州话翻译，陈家瑞随即被军警以“煽惑民心，扰乱市面”的理由而扣押半夜，经说明后获释。闽南护法区运动会举行时，张民权在南校场当众演说，手执红旗、散发传单，并由李纪堂作漳州话翻译，中途被道尹熊略派军警驱散听众，收回传单。省立第二师范丁班学生赖怀宗在始兴北路广场宣传时，被军警打伤而后扣押，因而激起该校学生公愤，集体捣毁教育局，并向总司令部请愿，要求立即释放被捕学生，赔偿医药费，保证今后不再发生同样事件，陈炯明亲自出面，答应所请各项，立刻将被捕者释放。当时闽西南遍植鸦片，漳州又公开贩卖鸦片烟，许真风和尉克水在街头向群众演说，指出鸦片的毒害，揭露强迫农民种烟的罪恶行为，触怒第二军军长许崇智，两人被捕，几近被枪毙，幸亏梁冰弦等知情，急向陈炯明求情，才获释出境。

## 与苏俄的关系
闽南护法区的各方面成就，引起苏俄政府的重视。1920年4月29日，自称为苏俄代表的路博（即阿列克谢·波达波夫）将军在上海会见孙中山后，转道漳州访问陈炯明。路博带来苏俄领导人列宁的亲笔信，内容大意是对中国革命表示关怀，对陈炯明表示敬佩和鼓励。路博还转达列宁请陈炯明多做农民运动，注意发动群众等意见。陈炯明热情接待了路博，并请路博转交他给列宁的信。陈炯明在信中表示支持列宁及其从事的事业，希望“新中国与新俄国将如同挚友一般携手并进”，并宣称“我更坚信布尔什维克主义定将造福于人类，我愿将尽全力将布尔什维克主义原则传播到全世界”。

## 评价
中国共产党早期领导人蔡和森在1922年发表的《国人应当共弃的陈炯明》一文中称：“民国九年陈炯明在漳州的时候，曾在精神上和实际上赞助社会主义运动，并为民主革命努力，彼时社会主义者与之发生关系，是极应当的并且是光明磊落的行为。”
江苏省社会科学院历史研究所的张慧卿认为，陈炯明在闽南护法区建设过程中推行政治革新依靠的是他的个人权威、好恶和政治诉求，同时身边也有不少不赞同“民主”、“自治”政治理念的钻营者。因此，政治革新所带来的“民主”政治新气象屡屡遭到遏制，乃至最终熄灭。五四运动期间，闽南护法区多次对学生罢课、通电、示威游行进行镇压就是明证。即便是陈炯明个人推崇的无政府主义，在闽南护法区传播时同样受到刁难。